# Боулардери (остров)

Остров Боулардери (на английски: Boularderie Island) е вторият по големина остров в канадската провинция Нова Скотия. Площта му е 192 км2, която му отрежда 108-о място сред островите на Канада. Островът е кръстен на името на френския аристократ Луи-Симон ле Пупе дьо ла Боулардери (1674-1738), на когото френския крал Луи XIV дава острова за стопанисване (концесия).
Островът е вклинен в североизточната част на остров Кейп Бретон, като „затапва“ от североизток голямото солено езеро-проток Бра д'Ор. Простира се на 41 км от югозапад на североизток, а максималната му ширина е 9,2 км. На северозапад дългия и тесен (минимална ширина 300 м) проток Грейт Бра д'Ор, а на югоизток по-широкия проток Литъл Бра д'Ор го отделят от останалата част на Кейп Бретон. На север протока Литъл Бра д'Ор преминава в още по-тесния (100 м) проток-канал Сейнт Андрюс Чанъл, който в крайна сметка свързва езерото Бра д'Ор с протока Кабот, разделящ островите Кейп Бретон и Нюфаундленд. В най-тесните части на двата протока са построени мостове, които свързват острова с Кейп Бретон.
Бреговата линия на острова е с дължина 108 км и е слабо разчленена, като голяма част от бреговете са стръмни, на места дори отвесни.
Релефът на острова представлява плато със средна височина около 50 м, като тук-таме отделни височини надхвърлят 120 м. По-голяма част от Боулдери е покрита с гъсти гори, но по крайбрежието на северозапад, североизток и югоизток има доста обработваеми земи.
До 2001 г. в най-северната част на острова има няколко доходоносни въглищни мини, на базата на които на 13 август 1994 г. е пусната в експлоатация ТЕЦ с мощност от 165 KW, която сега, след закриването на мините работи с докарвани от други части на Канада въглища. На най-северната точка на острова (нос Акони) и поцялото северозападно крайбрежие са построени 8 морски фара, които спомагат за корабоплаването в района.
На острова има десетина малки селища (най-голямото едва надхвърля 1000 души), разположени главно по крайбрежието. В северната част на острова от запад на изток преминава част от трансканадската магистрала № 105, която чрез двата моста свързва Боулдери с остров Кейп Бретон и с останалата част на Канада. По източното крайбрежие, от юг на север има още едно шосе № 162, което е прокарано специално за ТЕЦ-а.
Островът попада в два окръга на провинция Нова Скотия – окръг Виктория на запад (около 2/3 от площта на острова) и окръг Кейп Бретон на изток.